# Moor Crichel
Moor Crichel – wieś i były civil parish w Anglii, w hrabstwie Dorset, w dystrykcie (unitary authority) Dorset, w civil parish Crichel. Leży 36 km na północny wschód od miasta Dorchester i 149 km na południowy zachód od Londynu. Miejscowość liczy 181 mieszkańców.